# 水に祈りて
水に祈りて（みずにいのりて）は、喜多郎のアルバムで、2004年6月23日にコロムビアミュージックエンタテインメントから発売された。
NHK総合放送の「にんげんドキュメント 喜多郎～長良川を奏でる」で紹介された楽曲「水に祈りて」（テレビ・バージョン）をはじめ、この番組のためにリスト・アップした楽曲を含む全7曲が収録された作品。喜多郎が長良川を上流から下流まで見て感じとったそのままを音楽で表現し創り上げた。
2004年8月28～29日には、このアルバムの収録曲を中心としたチャリティーコンサート「喜多郎～長良川を奏でる～」が金華山と長良川をバックに岐阜市の長良川公園で開催された。

## 収録曲
全曲作曲:喜多郎
1. 水に祈りて（テレビ・バージョン）
2. ザ・ライト・オブ・ザ・スピリット
3. ストリーム
4. 雫の舞
5. 流れの中で
6. 風の声
7. シルクロード